# Util-linux
util-linux je standardní balíček distribuován Linux Kernel Organization  jako součást operačního systém Linux. Dočasně byl kvůli pozastavení vývoje vytvořen fork util-linux-ng kde ng znamenalo "nová generace".  Od ledna 2011 je balíček vyvíjen znovu jako util-linux.

## Utility

### Zahrnuty
- addpart
- agetty
- blkdiscard
- blkid
- blockdev
- cal
- fdisk
- chcpu
- chfn
- chrt
- chsh
- col (legacy kód)[3]
- colcrt
- colrm
- column
- ctrlaltdel
- delpart
- dmesg
- eject
- fallocate
- fdformat
- fdisk
- findfs
- findmnt
- flock
- fsck
- fsck.cramfs
- fsck.minix
- fsfreeze
- fstab
- fstrim
- getopt
- hexdump
- hwclock
- ionice
- ipcmk
- ipcrm
- ipcs
- isosize
- kill
- last
- ldattach
- line (legacy kód)[3]
- logger
- login
- look
- losetup
- lsblk
- lscpu[4]
- lslocks
- lslogins
- mcookie
- mesg
- mkfs (legacy kód)[3]
- mkfs.bfs
- mkfs.cramfs
- mkfs.minix
- mkswap
- more
- mount
- mountpoint
- namei
- newgrp
- nologin
- nsenter
- partx
- pg (legacy kód)[3]
- pivot_root
- prlimit[5]
- raw
- readprofile
- rename
- renice
- reset (legacy kód)[6]
- resizepart
- rev
- rtcwake
- runuser
- script
- scriptreplay
- setarch
- setpriv
- setsid
- setterm
- sfdisk
- su
- sulogin
- swaplabel
- swapoff
- swapon
- switch_root
- tailf (legacy kód)[3]
- taskset
- tunelp (zastaralé)[7]
- ul
- umount
- unshare
- utmpdump
- uuidd
- uuidgen
- vipw
- wall
- wdctl
- whereis
- wipefs
- write
- zramctl

### Odstraněny
Dříve zahrnuté utility, které byly odstraněny 1. července 2015:
- arch[8]
- chkdupexe[9]
- clock[10]
- cytune[11]
- ddate
- elvtune[12]
- fastboot[13]
- fasthalt[13]
- halt[13]
- initctl[13]
- ramsize[14]
- rdev[14]
- reboot[13]
- rootflags[14]
- shutdown[13]
- simpleinit[13]
- vidmode[14]